# 阿波羅尼亞的阿爾其馬科斯
阿爾其馬科斯（希臘語： Ἀλκίμαχος；前四世紀初人物），是馬其頓貴族，出身希臘色薩利裔，馬其頓腓力二世、亞歷山大大帝的官員。
他是馬其頓宮廷要人阿加托克利斯的長子，有一個日後成為亞歷山大大帝繼業者之一的弟弟利西馬科斯，除此之外阿爾其馬科斯還有另外兩個弟弟奥托迪科斯、腓力，兄弟四人都在首都培拉受教育長大。阿爾其馬科斯在國王腓力二世統治後期時開始嶄露頭角，在外交上相當活躍，在前338年喀羅尼亞戰役後，腓力二世派遣重臣安提帕特和他為使者前往雅典，在那裡他們還被雅典議會授予雅典在馬其頓境內保護人（ Proxenoi）的頭銜。因為阿爾其馬科斯出色的表現，腓力二世在某個時刻可能賞賜他位於邁多尼亞的阿波羅尼亞（ Apollonia of Mygdonia）地產。
亞歷山大大帝繼位後，阿爾其馬科斯參與遠征，在小亞細亞時帶領一支分隊依亞歷山大之命解放愛奧尼亞、伊奧利亞的希臘城市，當阿爾其馬科斯依亞歷山大吩咐在那些希臘城市組織建立民主制度時，亞歷山大可能對於阿爾其馬科斯在當地的處理事務上有所不滿。或許亞歷山大因這件事對阿爾其馬科斯不滿意，之後他在歷史上就沒甚麼表現了。阿爾其馬科斯可能有兩個兒子阿爾其馬科斯和腓力。

## 來源
1. ↑  Lund, Lysimachus: A Study in Early Hellenistic Kingship, p.3
2. ↑  Heckel, Who’s who in the age of Alexander the Great: prosopography of Alexander’s empire, p.287